# David Wöhrer
David Wöhrer (* 14. Februar 1990 in Mittersill) ist ein ehemaliger österreichischer Radrennfahrer.
Im Jahr 2009 wurde Wöhrer Vertragsfahrer beim Tyrol Team, einem UCI Continental Team. Im Jahr 2012 belegte er beim luxemburgischen Etappenrennen Flèche du Sud den sechsten Gesamtrang und wurde Siebter der österreichischen Straßenmeisterschaft. 2013 belegte er den achten Platz in der Gesamtwertung der Tour d’Alsace. Seine bis dahin besten Ergebnisse gelangen ihm im Jahr 2014 als bei den nationalen Meisterschaften im Straßenrennen Fünfter sowie im Bergfahren Zweiter wurde und beim Giro della Regione Friuli nur vom Gesamtsieger Simoni Antonini um 48 Sekunden geschlagen wurde.

## Erfolge
- Österreichische Staatsmeisterschaften – Berg